# Pelochyta degenera
Pelochyta degenera là một loài bướm đêm thuộc phân họ Arctiinae, họ Erebidae.